# Lledoner pelut
Le lledoner pelut N ou lladoner est un cépage espagnol. C'est une mutation velue du grenache N.

## Origine

### Historique
Le lledoner pelut N est une mutation velue du grenache survenue en Catalogne; elle est très ancienne. Selon Lavignac, il serait arrivé en France dès le Moyen Âge, importé par des pèlerins de retour de Saint-Jacques-de-Compostelle.
Des analyses génétiques sont venues confirmer l'origine du lledoner.

### Aire de répartition

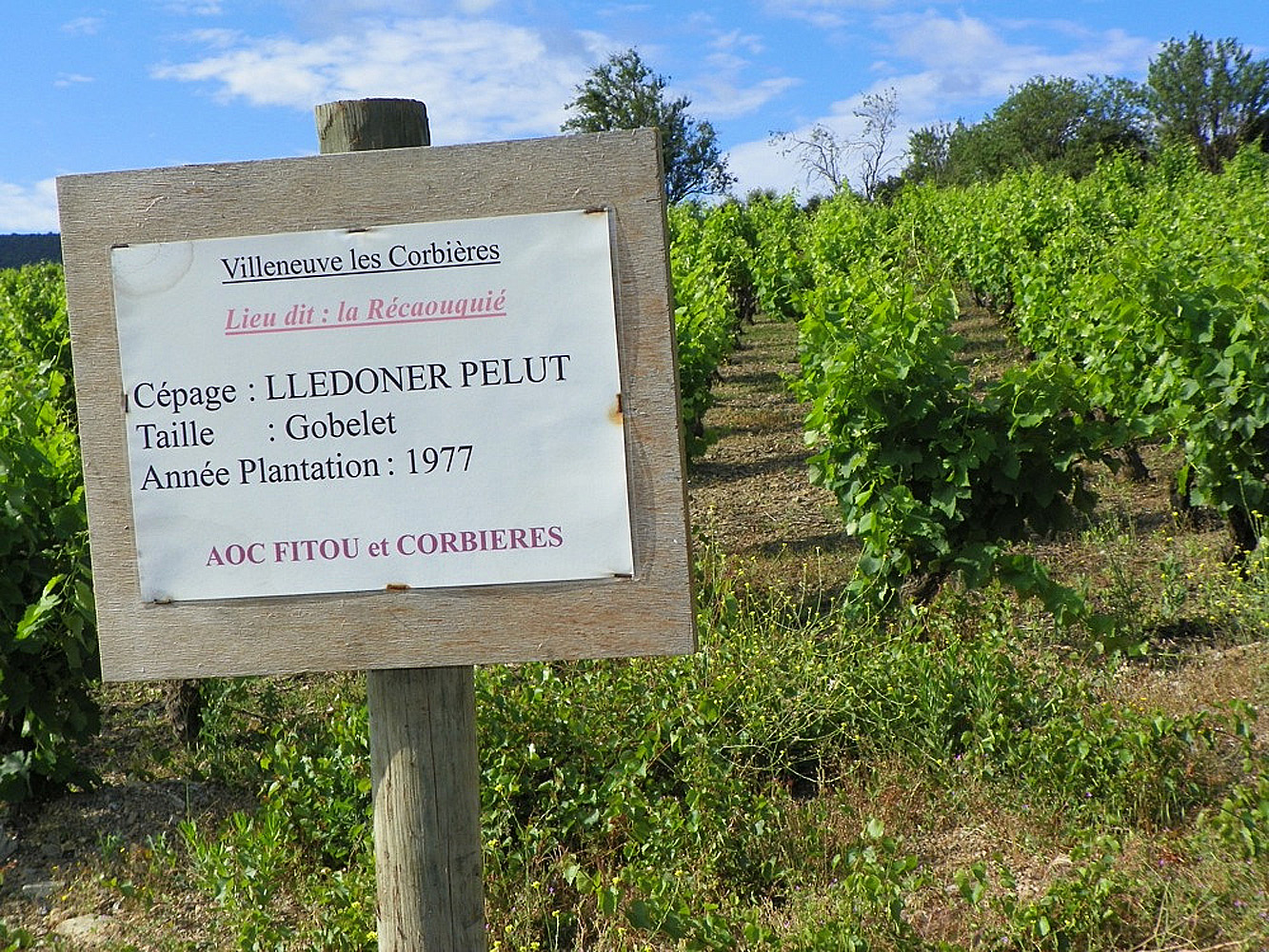
Vignes de Lledoner pelut produisant du Fitou (AOC) et du Corbières (AOC).

De son origine catalane, il a été introduit dans les vignobles de l'Aragon et de Castille-La Manche.
En France, il est en progression. Initialement cultivé dans le Roussillon, il a été introduit dans le Languedoc. Classé dans la plupart des AOC aux côtés du grenache. Il est passé de 212 ha en 1979 à 630 ha en 1994, essentiellement dans le vignoble du Languedoc-Roussillon.

### Variabilité génétique
En France, deux clones ont été homologués, les numéros 1055 et 1056.

## Caractère ampélographique
- Bourgeonnement légèrement cotonneux.
- Jeunes feuilles vertes brillantes.
- Rameaux herbacés verts et sarments aoûtés jaunes.
- Feuilles adultes avec des dents rectilignes, des nervures et le pétiole rouges, un limbe tourmenté lisse et face inférieure une villosité importante. Cette villosité est le seul caractère qui permet de le distinguer du grenache.
- Grappes moyennes à grosses et baies de taille moyenne et arrondies. Elles sont un peu plus petites que celles du grenache.

## Aptitudes

### Culturale
Le lledoner est plus vigoureux que le grenache N. Il est aussi plus régulier en production grâce à une meilleure fécondation.

### Sensibilité aux maladies
Il est plus sensible aux acariens.

### Œnologiques
Il donne des vins proches de ceux du grenache. Cependant, le degré comme la couleur s'avèrent un peu inférieurs dans un certain nombre de cas. Comme pour le grenache, la qualité de son vin dépend beaucoup des conditions culturales. En conditions limitantes pour sa vigueur (terroir peu fertile, taille courte, prote-greffe adapté) il peut donner de remarquables vins rouges puissants et généreux et des vins rosés aromatiques, fins et amples.